# ایلییسکو
ایلییسکو (به بلغاری: Iliysko) یک منطقهٔ مسکونی در بلغارستان است که در شهرستان ژبل واقع شده‌است.